# Torneig de les Tres Nacions 2000
El Torneig de les Tres Nacions de l'any 2000, fou la cinquena edició d'aquesta competició, realitzada entre el 15 de juliol i el 26 d'agost. Els Wallabies aconseguirien el primer títol de la seva història.
A més a més, l'Estadi olímpic de Sydney, pocs mesos abans de ser la seu principal dels Jocs Olímpics d'estiu va batre el rècord d'assistència en un partit de rugbi, ja a l'enfrontament entre els Wallabies i els All Blacks hi assistirien fins a 109.874 espectadors.

## Classificació
| Nació        | Partits | Partits  | Partits  | Partits | Punts   | Punts     | Punts      | Bonus | Taula de punts |
| Nació        | jugats  | guanyats | empatats | perduts | a favor | en contra | difèrencia | Bonus | Taula de punts |
| ------------ | ------- | -------- | -------- | ------- | ------- | --------- | ---------- | ----- | -------------- |
| Austràlia    | 4       | 3        | 0        | 1       | 104     | 86        | +18        | 2     | 14             |
| Nova Zelanda | 4       | 2        | 0        | 2       | 127     | 117       | +10        | 4     | 12             |
| Sud-àfrica   | 4       | 1        | 0        | 3       | 82      | 110       | −28        | 2     | 6              |

## Resultats
* Entre parèntesis el resultat al descans (D)
| Austràlia | 35–39 (24–24) | Nova Zelanda | 15 de juliol de 2000 20:00 AEST (UTC+10) - Stadium Austràlia, Sydney Assistència: 109.874 espectadors |
| Assaigs: Stirling Mortlock (2), Chris Latham, Joe Roff, Jeremy Paul Cons: Stirling Mortlock (2) Pens: Stirling Mortlock (2) |               | Assaigs: Tana Umaga, Pita Alatini, Christian Cullen, Justin Marshall, Jonah Lomu Cons: Andrew Mehrtens (4) Pens: Andrew Mehrtens (2) | 15 de juliol de 2000 20:00 AEST (UTC+10) - Stadium Austràlia, Sydney Assistència: 109.874 espectadors |

| Nova Zelanda                                                                               | 25–12 (19–12) | Sud-àfrica                                           | 22 de juliol de 2000 19:35 NZST (UTC+12) - Jade Stadium, Christchurch Assistència: 49,000 espectadors |
| Assaigs: Christian Cullen (2) Pens: Andrew Mehrtens (3), Tony Brown Drops: Andrew Mehrtens |               | Pens: Braam van Straaten (3) Drops: Percy Montgomery | 22 de juliol de 2000 19:35 NZST (UTC+12) - Jade Stadium, Christchurch Assistència: 49,000 espectadors |

|  |                                                      |            |                                |  |                                                        |  |                                |
|  |                                                      |            |                                |  |                                                        |  |                                |
|  |                                                      |            |                                |  |                                                        |  |                                |
|  |                                                      |            |                                |  |                                                        |  |                                |
|  | Austràlia                                            | 26 – 6     | Sud-àfrica                     |  | Sydney, Austràlia                                      |  |                                |
|  |                                                      | (D: 19–6)  |                                |  | Attendance:77,048                                      |  | Referee: Ed Morrison (England) |
|  | Assaigs: Mortlock, Paul                              |            | Pen: van Straaten (2)          |  |                                                        |  |                                |
|  | Conversions: Mortlock (2)                            |            |                                |  |                                                        |  |                                |
|  | Pen: Mortlock (4)                                    |            |                                |  |                                                        |  |                                |
|  |                                                      |            |                                |  |                                                        |  |                                |
|  |                                                      |            |                                |  |                                                        |  |                                |
|  |                                                      |            |                                |  |                                                        |  |                                |
|  | Nova Zelanda                                         | 23 – 24    | Austràlia                      |  | Wellington, Nova Zelanda                               |  |                                |
|  |                                                      | (D: 20–18) |                                |  | Attendance:36000 Referee: Jonathan Kaplan (Sud-àfrica) |  |                                |
|  | Assaigs: Cullen (2)                                  |            | Assaigs: Mortlock, Roff        |  |                                                        |  |                                |
|  | Conversions: Mehrtens (2)                            |            | Conversions: Mortlock          |  |                                                        |  |                                |
|  | Pen: Mehrtens (3)                                    |            | Pen: Eales, Mortlock (3)       |  |                                                        |  |                                |
|  |                                                      |            |                                |  |                                                        |  |                                |
|  |                                                      |            |                                |  |                                                        |  |                                |
|  |                                                      |            |                                |  |                                                        |  |                                |
|  |                                                      |            |                                |  |                                                        |  |                                |
|  | Sud-àfrica                                           | 46 – 40    | Nova Zelanda                   |  | Johannesburg, Sud-àfrica                               |  |                                |
|  |                                                      | (D: 33–27) |                                |  | Referee: Andrew Cole (Austràlia)                       |  |                                |
|  | Assaigs: Delport, Fleck (2), Swanepoel (2), Williams |            | Assaigs: Cullen (2), Umaga (2) |  |                                                        |  |                                |
|  | Conversions: van Straaten (5)                        |            | Conversions: Mehrtens (4)      |  |                                                        |  |                                |
|  | Pen: van Straaten (2)                                |            | Pen: Mehrtens (3)              |  |                                                        |  |                                |
|  |                                                      |            | Drop Goals: Mehrtens           |  |                                                        |  |                                |
|  |                                                      |            |                                |  |                                                        |  |                                |
|  |                                                      |            |                                |  |                                                        |  |                                |
|  |                                                      |            |                                |  |                                                        |  |                                |
|  |                                                      |            |                                |  |                                                        |  |                                |
|  | Sud-àfrica                                           | 18 – 19    | Austràlia                      |  | Durban, Sud-àfrica                                     |  |                                |
|  |                                                      | (D: 6–13)  |                                |  | Referee: Paul Honiss (Nova Zelanda)                    |  |                                |
|  | Pen: van Straaten (6)                                |            | Assaigs: Latham                |  |                                                        |  |                                |
|  |                                                      |            | Conversions: Mortlock          |  |                                                        |  |                                |
|  |                                                      |            | Pen: Mortlock (4)              |  |                                                        |  |                                |